# 安達有里
安達 有里(日語：あだち ゆり，1957年8月30日—)，本名：長谷川 有里(日語：はせがわ ゆり)，出生於東京都台東区浅草，為知名藝人安達祐實的母親，2009年6月時，曾去觀摩女星小向美奈子的脫衣舞秀，她對此興致勃勃，認為可以娛樂自己，也能賺進大筆鈔票，所以多次跟AV行業的工作人員討論可行性。主辦單位也已經開價千萬日幣價碼，邀請她以「熟女星媽」姿態亮相。

## AV之路
為了進軍AV行業，還特地花約新台幣225萬元去隆乳，從原本的C罩杯變成D罩杯。並在接演處女作《禁忌》之前還出了兩本寫真集。

## 外部連結
- 安達有里的官方部落格 （页面存档备份，存于）（日語）